# Алемасов Олександр Михайлович
Олександр Михайлович Алемасов (нар. 1902, місто Златоуст, Уфимської губернії, тепер Челябінська область, Російська Федерація — 1972, місто Воронеж) — радянський партійний і державний діяч, 1-й секретар Татарського обласного комітету ВКП(б) (1938—1942). Організатор масових репресій в Татарській АРСР у 1937—-1938 рр.
Депутат Верховної Ради СРСР 1-го скликання. Кандидат у члени ЦК ВКП(б) (з 21 березня 1939 по 5 жовтня 1952 роки). Капітан державної безпеки (23 квітня 1937 року). Входив до складу особливої трійки НКВС ТАССР.

## Біографія
Народився в родині робітника-коваля. У 1914 році закінчив церковноприходську школу в місті Златоусті. У травні 1914 — червні 1917 року — чорнороб у господарстві купця-заводчика Михайлова у Златоусті. У червні 1917 — червні 1918 року — учень слюсаря, слюсар Златоустівського механічного державного заводу. У вересні 1918 — липні 1919 року — робітник приватної пекарні Ардашова у Златоусті. У 1919 році вступив до комсомолу.
У липні 1919 — квітні 1920 року — співробітник транспортної надзвичайної комісії (ЧК) на станції Златоуст Самаро-Златоустівської залізниці.
Член РКП(б) з листопада 1919 року.
У квітні 1920 — березні 1921 року — у Червоній армії: кулеметник, політичний керівник команди розвідників 28-го стрілецького полку 4-ї стрілецької дивізії РСЧА на Польському фронті.
У березні 1921 — лютому 1922 року — співробітник транспортної надзвичайної комісії (ЧК) на станції Златоуст.
У лютому 1922 — лютому 1923 року — артилерист-електрик лінкора «Марат» Балтійського флоту. У лютому 1923 — січні 1924 року — артилерист-електрик лінкора «Паризька комуна» Балтійського флоту. У січні 1924 — листопаді 1925 року — артилерист-електрик канонерського човна «Ленін» Каспійської флотилії. У листопаді 1925 року демобілізувався і повернувся у Златоуст.
У листопаді 1925 — липні 1926 року — слюсар паровозного депо станції Златоуст. У липні 1926 — березні 1927 року — заступник голови відділу фізичної культури Златоустівського окружного виконавчого комітету.
У червні — грудні 1927 року — завідувач агітаційно-пропагандистського відділу Олександрійського районного комітету ВКП(б) Терського округу. У грудні 1927 — вересні 1928 року — завідувач агітаційно-пропагандистського відділу Прохладненського районного комітету ВКП(б) Терського округу. У вересні 1928 — липні 1929 року — завідувач агітаційно-пропагандистського відділу Кисловодського міського комітету ВКП(б) Терського округу. У липні 1929 — січні 1930 року — секретар Кисловодського міського комітету ВКП(б) Терського округу. У січні — жовтні 1930 року — секретар партійного комітету ВКП(б) залізничного вузла станції Мінеральні Води Північно-Кавказької залізниці.
У листопаді 1930 — травні 1931 року — слухач Інституту підготовки кадрів Червоної професури у Ростові-на-Дону, закінчив перший курс.
У травні 1931 — лютому 1932 року — секретар комітету ВКП(б) Ростовського паровозоремонтного заводу імені Леніна. У травні — жовтні 1932 року — секретар комітету ВКП(б) цеху металевих конструкцій на будівництві Уральського заводу важкого машинобудування (Уралмашбуду) в місті Свердловську.
У листопаді 1932 — серпні 1933 року — слухач історико-партійного відділення Інституту червоної професури у Москві, закінчив перший курс.
У вересні 1933 — березні 1935 року — секретар комітету ВКП(б) Воронезького паровозоремонтного заводу імені Дзержинського.
У березні 1935 — січні 1937 року — 2-й секретар Воронезького міського комітету ВКП(б).
9 січня 1937 року був прийнятий за «Єжовським призовом» стажистом 4-го (секретно-політичного) відділу ГУДБ НКВС СРСР, після чого 23 квітня 1937 року був призначений на посаду начальника 3-го відділення 4-го відділу ГУДБ НКВС СРСР.
20 липня — 8 вересня 1937 року — народний комісар внутрішніх справ Татарської АРСР.
26 серпня 1937 — 19 червня 1938 року — виконувач обов'язків 1-го секретаря Татарського обласного комітету ВКП(б). 19 червня 1938 — 9 березня 1942 року — 1-й секретар Татарського обласного комітету ВКП(б). У 1937 році увійшов до складу особливої трійки, створеної за наказом НКВС СРСР від 30.07.1937 № 00447 та активною участю у сталінських репресіях.
3 березня 1938 року Сталін отримав записку від члена Комісії партійного контролю ЦК ВКП(б) Омеляна Ярославського з додатком листа групи робітників та інженерно-технічних працівників з Татарської АРСР. У ньому говорилося, що колишній начальник УНКВС, призначений першим секретарем Татарського обкому ВКП(б), Алемасов винищує татарські кадри. Заарештовані тисячі студентів, учнів, голів сільрад, колгоспів та інших категорій населення, розгромлена татарська письменницька організація, населення республіки тероризовано, життя в місті і селі розвалюється. Ознайомившись із листом, Сталін дав завдання секретарям ЦК Андрєєву та Маленкову: «Прохання перевірити і намітити заходи врегулювання».
У березні (липні?) 1942 — січні 1943 року — 1-й секретар Ленінськ-Кузнецького міського комітету ВКП(б) Новосибірської області. У січні — травні 1943 року — начальник Політичного сектору Новосибірського обласного земельного відділу.
У червні 1943 — травні 1944 року — 1-й секретар Томського міського комітету ВКП(б) Новосибірської області. У травні 1944 — вересні 1945 року — не працював через хворобу, проживав у місті Томську.
У січні 1946 — січні 1948 року — 1-й секретар Кременчуцького міського комітету КП(б)У Полтавської області. Був звільнений із посади за махінації під час проведення грошової реформи у СРСР.
У 1948 — жовтні 1950 року — на пенсії за станом здоров'я в місті Кременчуці. З жовтня 1950 року — на пенсії в місті Воронежі. Помер у грудні 1972 року у Воронежі.

## Звання
- капітан державної безпеки (23.04.1937)

## Нагороди
- орден Леніна (23.06.1940) — в ознаменування 20-ї річниці утворення Татарської Автономної Радянської Соціалістичної Республіки, за досягнення в розвитку промисловості, сільського господарства, науки і мистецтва.
- орден Червоної Зірки (22.07.1937) — за зразкове і самовіддане виконання найважливіших завдань Уряду СРСР.